# 岡山県道319号菅生上熊谷線
岡山県道319号菅生上熊谷線（おかやまけんどう319ごう すごうかみくまたにせん）は、岡山県新見市を通る一般県道である。

## 概要

### 路線データ
- 起点：岡山県新見市菅生（岡山県道318号千屋大佐線交点）
- 終点：岡山県新見市上熊谷（岡山県道32号新見勝山線交点）
- 総延長：7.4 km

## 歴史
- 1960年（昭和35年）3月18日 - 岡山県告示第335号により認定される。
- 1972年（昭和47年） - 岡山県の県道番号再編により現行の路線番号に変更される。
- 2006年（平成18年）4月1日 - 県道の管理権限を岡山県から新見市へ移譲[1]。

## 地理

### 通過する自治体
- 新見市

### 交差する道路
| 交差する道路            | 交差する場所 | 交差する場所 |
| ----------------------- | ------------ | ------------ |
| 岡山県道318号千屋大佐線 | 菅生         | 起点         |
| 岡山県道32号新見勝山線  | 上熊谷       | 終点         |

### 沿線
- 新見市役所 菅生市民センター
- 菅生郵便局
- JR西日本姫新線 岩山駅（終点付近）